# 徳津駅
徳津駅（トクジンえき）は、かつて大韓民国全羅北道全州市徳津区にあった韓国鉄道公社全羅線の駅である。

## 歴史
- 1929年9月20日：開業。
- 1981年5月25日：全州市内の線路移設に伴い廃止[1]。